# 茂市久美子
茂市久美子（もいち くみこ、1951年4月29日 - ）は、日本の童話作家。
岩手県新里村（現在の宮古市）出身。実践女子大学英文科卒業。大学在学中より那須辰造に師事。
1992年に岩泉線を舞台にした『おちばおちばとんでいけ』で第3回ひろすけ童話賞を受賞。岩手県が提唱する銀河系いわて大使の一人である。趣味は山歩きで、ネパールやヨーロッパの山岳地方を多く訪ねている。夫は山岳写真家の藤田弘基。

## 作品リスト

### 紀行文・エッセー
- 『氷河と青いケシの国 : ネパール紀行』4号、津田光郎 [画]、あかね書房〈あかね紀行文学〉、1981年。 NCID BA3145161X。
- 『ヒマラヤの民話を訪ねて』白水社、1982年。 NCID BN00323435。
- 『ロマンチック・インディア』藤田弘基 [撮影]、ぎょうせい、1988年。 NCID BN02720301。

— 「カシミール」; 「インドの旅」; 「仏陀の大地」; 「ヒマラヤの小チベット」
- 『私のヒマラヤ紀行』恒文社、1994年。 NCID BN10787126。
- 『ブルーポピー : ヒマラヤを彩る幻の青 : 藤田弘基写真集』藤田弘基 [撮影]、講談社、1995年。 NCID BN13048617。
- 『ヒマラヤの民話を訪ねて』白水社、1999年。 NCID BA41652505。
- 『今日よりは明日はきっと良くなると : 愛犬・太刀と暮らした16年』講談社〈世の中への扉〉、2018年。 NCID BB25671583。

### 児童書
「コックの正太さんシリーズ」：イラスト 土田義晴; あかね書房刊「あかねおはなし図書館」
- 『ようこそタンポポしょくどうへ』10号、1990年。 NCID BA30838829。
- 『キツネのかがみをのぞいてごらん』16号、1991年。 NCID BA30838636。
- 『まほうのはっぱでおくりもの』19号、1992年。 NCID BN08632397。
- 『うさぎのごちそうめしあがれ』24号、1994年。 NCID BN1282097X。
- 『空とぶでまえおとどけします』26号、1995年。 NCID BA30838738。

「つるばら村シリーズ」：イラスト 柿田ゆかり（上から3点と最終話は中村悦子）; 講談社刊「わくわくライブラリー」
- 『つるばら村のパン屋さん』1998年。 NCID BA39539805。
- 『つるばら村の三日月屋さん』2001年。 NCID BA53060401。
- 『つるばら村のくるみさん』2003年。 NCID BA62984864。
- 『つるばら村の家具屋さん』2004年。 NCID BA79187962。
- 『つるばら村のはちみつ屋さん』2005年。 NCID BA72423309。
- 『つるばら村の理容師さん』2007年。 NCID BB00645947。
- 『つるばら村の洋服屋さん』2008年。 NCID BA86871603。
- 『つるばら村の大工さん』2009年。 NCID BA91878179。
- 『つるばら村のレストラン』2010年。 NCID BB05683116。
- 『つるばら村の魔法のパン』2012年。 NCID BB12079960。

「またたびトラベルシリーズ」：イラスト 黒井健; 学習研究社刊「学研の新・創作シリーズ」
- 『またたびトラベル』2005年。 NCID BA74059171。[2]
- 『招福堂のまねきねこ』2009年。 NCID BB00726583。

「ドラゴンシリーズ」：イラスト とよたかずひこ; 国土社刊
- 『ドラゴンにごようじん』2001年。 NCID BA56336440。
- 『ドラゴンはくいしんぼう』2003年。 NCID BA67709051。
- 『ドラゴンは王子さま』2006年。 NCID BA83871899。
- 『ドラゴンはヒーロー』2008年。 NCID BB07453795。
- 『ドラゴンはキャプテン』2010年。 NCID BB07299607。

「あなぐまモンタンシリーズ」：イラスト 中村悦子; 学習研究社刊「新しい日本の幼年童話」
- 『ひだまり村のあなぐまモンタン』1994年。 NCID BA55051150。
- 『森のせんたくやさんあなぐまモンタン』1996年。 NCID BA48345956。
- 『風の子のミトンとあなぐまモンタン』1999年。 NCID BA47755227。
- 『雨のじょうろとあなぐまモンタン』2002年。

そのほか
- 『おちば おちば とんでいけ』8号、山中冬児、国土社〈[まほうの風]幼年どうわシリーズ〉、1991年。 NCID BN12446410。— 第3回ひろすけ童話賞受賞（1992年）
- 『風の生まれるかなたに』4号、広野多珂子 [絵]、くもん出版〈くもんの創作児童文学シリーズ〉、1991年。 NCID BA3083832X。
- 『まほうのハカリ』新野めぐみ [絵]、佼成出版社〈どうわほのぼのシリーズ〉、1991年。 NCID BA89994916。
- 『ゆめをにるなべ』36号、教育画劇〈スピカの創作童話〉、1994年。 NCID BN12674029。
- 『たいこのひびきは森のうた』土田義晴 [画]、教育画劇〈スピカの創作童話〉、1996年。 NCID BA62787579。
- 『まじょのめざまし』13号、はまだようこ [絵]、ポプラ社〈童話のすけっちぶっく〉、1996年。[3]
- 『クマのたんす』教育画劇〈教育画劇の創作童話〉、1997年。 NCID BA37888938。
- 『こもれび村のあんぺい先生』こみね ゆら [絵]、あかね書房〈ジョイ・ストリート〉、1998年。 NCID BA39001628。
- 『トチノキ村の雑貨屋さん』二俣 英五郎 [絵]、あすなろ書房、1998年。 NCID BA39584300。
- 『はまゆり写真機店』こみね ゆら [画]、教育画劇〈わくわくbooks〉、2000年。 NCID BA49293348。
- 『ゆうすげ村の小さな旅館』菊池 恭子 [絵]、講談社〈わくわくライブラリー〉、2000年。 NCID BA49947772。
- 『うさぎのセーター』8号、新野めぐみ [絵]、あかね書房〈わくわく幼年どうわ〉、2003年。 NCID BA66179917。
- 『このはのおかね、つかえます』土田義晴 [絵]、佼成出版社〈おはなしわくわくシリーズ〉、2003年。 NCID BA65581831。
- 『クロリスの庭』22号、下田智美 [絵]、ポプラ社〈ポプラの木かげ〉、2006年。 NCID BB03517783。
- 『おいなり山のひみつ』菊池恭子 [絵]、講談社〈わくわくライブラリー〉、2008年。 NCID BB05427524。
- 『魔法のたいこと金の針』 絵・こみねゆら あかね書房 2019年 ISBN 978-4-251-04471-6

### 紙芝居
- 『きょうのおやつはげんこつクッキー』沢田あきこ [画]、教育画劇〈たのしいクッキング〉、2000年。 NCID BA83082006。

### 小編集
- やなせたかし、斉藤洋、竹下文子、戸田和代、鈴木まもる「花案内人」『ごめんねがいっぱい』B221 おはなしポケット、金の星社〈フォア文庫〉、1999年。 NCID BA43989135。
- 西本鶏介 [監修]「ウサギのダイコン」『教科書にでてくるお話』007-4-9号、香山美子; 神沢利子; トルストイ作/宮川やすえ訳;  西本鶏介;  森山京; 安房直子; 木暮正夫;  大川悦生; 後藤竜二; 宮西達也; 竹下文子; 松谷みよ子; 岡本信子; あまんきみこ、ポプラ社〈ポプラポケット文庫〉、2006年。 NCID BA78104198。
- 野上暁 [編]「トチノキ山のロウソク」『春ものがたり』日比野光希子 [絵]; 谷川俊太郎; 柏葉幸子; 立原えりか; 森忠明; 末吉暁子; 山中利子; 岡田貴久子; 三田村信行; 斉藤洋; 丘修三; ねじめ正一; 笹山久三; 今森光彦; 川上弘美、偕成社〈ものがたり12か月〉、2009年。 NCID BA88973830。